# Atokasaurus
Atokasaurus is een geslacht van uitgestorven scincomorfe hagedissen uit het Vroeg-Krijt van Oklahoma. 

## Naamgeving
De typesoort en de enige soort is Atokasaurus metarsiodon, benoemd in 2002 door Randall Nydam en Richard Cifelli op basis van een enkel los rechterdentarium van de onderkaak, holotype OMNH 60535, gevonden in de Antlersformatie in Atoka County. De soortaanduiding is afgeleid van het Grieks metarsios, 'hoog op', en odoon, 'tand', een verwijzing naar de plaatsing van de tanden hoog boven de zijtrog.

## Beschrijving en fylogenie
Het lijkt qua uiterlijk op uitgestorven hagedissen in de familie Paramacellodidae en kan zelf een paramacellodide zijn, hoewel de fylogenetische verwantschappen van de groep onzeker zijn. Atokasaurus verschilt van andere paramacellodiden doordat ze tanden in de onderkaak hebben met vergrote bases en een S-vormig profiel wanneer ze van opzij worden bekeken.